# Sun Mu
Sun Mu (coréen: 선무), né en 1972, est un peintre sud-coréen d'origine nord-coréenne.

## Biographie
Pendant son service militaire en Corée du Nord, il est chargé de produire des œuvres de propagande montrant la suprématie de l'Armée populaire de Corée face aux forces militaires sud-coréennes et américaines.
Il fuit la Corée du Nord en 1998, gagnant la Chine, puis le Laos (où il fut un temps emprisonné), puis la Thaïlande. Il s'installa finalement en Corée du Sud en 2001. Il étudia ensuite l'art à l'Université Hongik, « où sa technique de réalisme socialiste l'opposa aux notions dominantes quant à la définition de l'art » en Corée du Sud.
Il est le premier peintre originaire du Nord « à être devenu un peintre célèbre au Sud en appliquant le style inspiré par celui de la propagande, pour produire des parodies mordantes du régime nord-coréen ». Son style demeure fidèle à l'art de propagande nord-coréen, du moins pour la forme ; il détourne ce style à des fins de parodie et de dénonciation. Brisant les interdits, Sun Mu peint par exemple une femme drapée du drapeau nord-coréen, qu'elle laisse choir pour se révéler nue. La peinture de nus est interdite en Corée du Nord. Plusieurs de ses œuvres sont des portraits de Kim Jong-il, l'affublant par exemple d'une veste de sport rose de marque Nike, d'un pantalon Adidas et de chaussures de sport dépareillées,. Sun Mu décrit son art comme ayant une portée politique. Son art a également été décrit comme l'application d'une culture pop à des sujets nord-coréens.
Son œuvre la plus célèbre est Enfants heureux, dépeignant des enfants nord-coréens affichant un sourire artificiel. L'artiste a expliqué que les écoles nord-coréennes apprennent aux enfants à sourire d'une certaine manière, et à se croire heureux. Les enfants sont entourés d'un flou de peinture rose, représentant l'illusion d'un paradis nord-coréen. Plus loin, de jeunes adultes sud-coréens sont représentés jouissant de leur liberté, vers lequel certains des enfants nord-coréens se tournent.
À plusieurs reprises, des membres du public, ne remarquant pas le caractère parodique de son œuvre, s'en sont plaints, croyant y voir une véritable propagande nord-coréenne.
"Sun Mu" est un pseudonyme. Il cache son vrai nom, et ne montre jamais son visage au public ou aux médias, afin de protéger sa famille (restée en Corée du Nord) face à d'éventuelles représailles. En conséquence, les médias sud-coréens le décrivent comme l'artiste « sans visage » ou « sans nom ».